# Fort Bas de la Rivière
 (novembre 2023).
Si vous disposez d'ouvrages ou d'articles de référence ou si vous connaissez des sites web de qualité traitant du thème abordé ici, merci de compléter l'article en donnant les références utiles à sa vérifiabilité et en les liant à la section « Notes et références ».

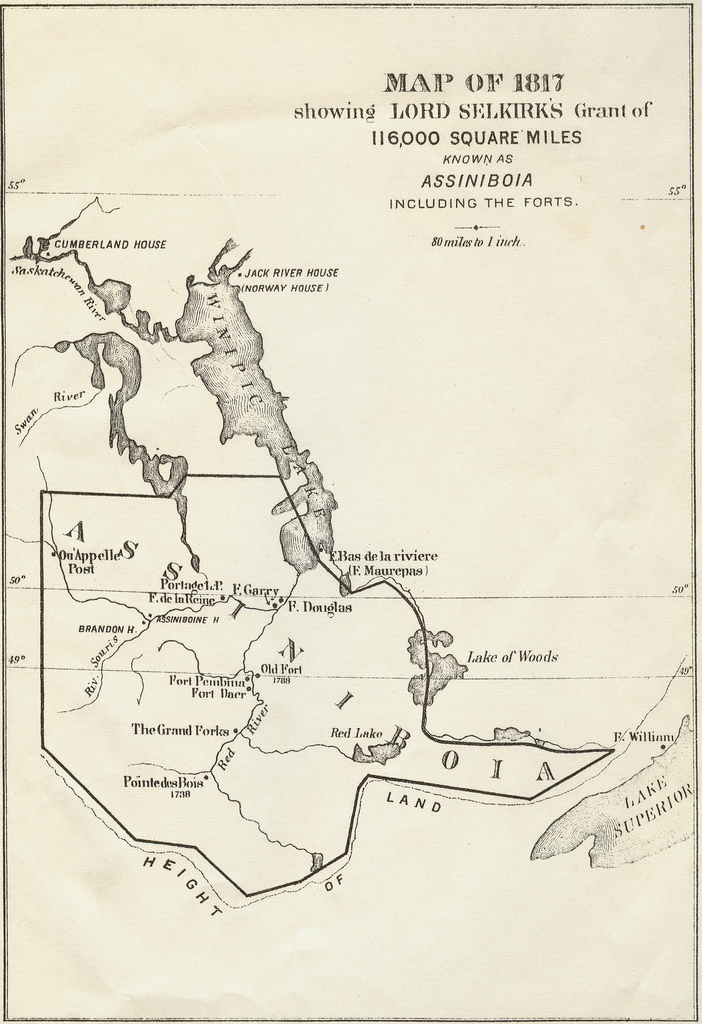
Carte montrant le Fort Maurepas et le fort Bas de la Rivière sur la Winnipeg

Le Fort Bas de la Rivière a été construit en 1792 par Toussaint Le Sieur de la Compagnie du Nord-Ouest. Il était sur la rive sud de la rivière Winnipeg, à un peu moins de 10 km plus bas que l'ancien fort Maurepas. Il a été parfois appelé Fort de Le Sieur.

## Historique
Le Fort Bas de la Rivière est situé au Manitoba sur le lac Winnipeg. Construit par Toussaint Lesieur pour la Compagnie du Nord-Ouest en 1792. Une
réplique du Fort est construite à l'emplacement de l'actuel Saint-Georges. La réplique moderne abrite un petit restaurant, un mini-golf, une plage et une
piscine. Le fort original était situé plus près de l'endroit où la rivière Winnipeg se jette dans le lac Winnipeg, à proximité de l'endroit où se trouve la Première nation des Sagkeeng. Avant que le fort Bas de la Rivière soit construit par la Compagnie du Nord-Ouest, il y avait un entrepôt pour les dispositions à Otter Rock Point en face du site du vieux Fort Maurepas, environ 6,4 kilomètres au-dessus de l'embouchure de la rivière. Le fort Bas de la Rivière a été construit à 2 ou 3 km plus bas le long de la rivière.